# Bogusław Nowowiejski
Bogusław Nowowiejski (ur. 22 lipca 1954 w Sokółce, zm. 26 września 2019) – polski językoznawca, nauczyciel akademicki na Uniwersytecie w Białymstoku, profesor zwyczajny.

## Życiorys
Urodził się 22 lipca 1954 roku w Sokółce. Studiował filologię polską na Wydziale Humanistycznym Filii Uniwersytetu Warszawskiego w Białymstoku. Tytuł magistra uzyskał w 1979 roku na podstawie pracy "Słownictwo myśliwych Puszczy Białowieskiej". Pracę doktorską zatytułowaną „Charakterystyka socjolingwistyczna języka mówionego mieszkańców Sokółki” napisał pod kierunkiem prof. Władysława Kupiszewskiego. Stopień doktora nauk humanistycznych uzyskał w 1985 roku na Uniwersytecie Warszawskim (UW). 23 lutego 1998 roku habilitował się na UW, przedstawiając monografię pt. „Zapożyczenia leksykalne z języka niemieckiego w polszczyźnie XIX wieku (na materiale czasopism)” . 18 kwietnia 2013 roku nadano mu tytuł profesora w zakresie nauk humanistycznych .
Jest autorem ok. 160 publikacji z zakresu dialektologii, onomastyki, leksykologii i leksykografii, historii języka polskiego, polszczyzny kresowej, zapożyczeń i wpływów  językowych, języka mediów. Pod jego redakcją ukazało się też kilkanaście tomów prac zbiorowych . Wypromował 8 doktorów .
Od 1 października 1980 roku był zatrudniony na Wydziale Humanistycznym Filii Uniwersytetu Warszawskiego w Białymstoku, następnie na Wydziale Filologicznym Uniwersytetu w Białymstoku (UwB). W latach 1985–1995 pracował jako adiunkt, w latach 1998–2014 na stanowisku profesora nadzwyczajnego, od 2014 roku jako profesor zwyczajny. Był wicedyrektorem Instytutu Filologii Polskiej na UwB (1985–1998), prorektorem UwB (1999–2005), dziekanem Wydziału Filologicznego UwB (2008–2016), wieloletnim kierownikiem Zakładu Historii Języka Polskiego w Instytucie Filologii Polskiej .
Od 1998 do 2019 roku był redaktorem naczelnym czasopisma „Białostockie Archiwum Językowe”. Pełnił też funkcję członka Uniwersyteckiej Komisji Akredytacyjnej (UKA) i Rady Języka Polskiego Prezydium Polskiej Akademii Nauk . Odznaczony został Srebrnym Krzyżem Zasługi oraz medalem „Zasłużony dla Uniwersytetu w Białymstoku”. Zmarł 26 września 2019 roku .

## Ważniejsze publikacje (wg chronologii)
Zestawienie zostało opracowane na podstawie Katalog 2022 ↓  i Gorlewska 2020 ↓, s. 19–30:
- Fonetyka polszczyzny sokólskiej. W: Studia językowe z Białostocczyzny: onomastyka i historia języka, praca zbiorowa. Cz. 1. Warszawa: Państwowe Wydawnictw Naukowe, 1989, s. 113-140.
- Kresowizm - co to takiego? W: Wilno i kresy Północno-Wschodnie: materiały II międzynarodowej konferencji w Białymstoku…. T. 3. Polszczyzna kresowa. Białystok: Towarzystwo Literackie im. Adama Mickiewicza. Oddział Białostocki: Zakład Teorii i Antropologii w Instytucie Filologii Polskiej. Filia Uniwersytetu Warszawskiego w Białymstoku, 1996, s. 43-61.
- O stosunku do zapożyczeń z języków obcych w świetle historii języka polskiego. W: Z problematyki kształcenia językowego w szkole. Białystok: Dział Wydawnictw Filii UW w Białymstoku 1996, t. 1 (1995), s. 9-40.
- Zapożyczenia leksykalne z języka niemieckiego w polszczyźnie XIX wieku (na materiale czasopism). Białystok: Dział Wydawnictw Filii UW, 1996.
- Makaronizmy końca XX wieku, „Białostockie Archiwum Językowe” 2001 nr 1, s. 93-111.
- Inspiracje kulturowe współczesnych przezwisk uczniowskich na Podlasiu, „Białostockie Archiwum Językowe” 2003, nr 3, s. 147-161.
- Polskie słownictwo sportowe z perspektywy słowników XX wieku. W: Prace Filologiczne (Wydział Filologiczny UwB). T. 58 (2010), s. 287-302.
- Zapomniane słownictwo z połowy XIX wieku, „Białostockie Archiwum Językowe” 2009, nr 9, s. 217-231.
- W sprawie wpływów języka niemieckiego na polszczyznę, „Poznańskie Studia Polonistyczne”. Seria Językoznawcza. T. 17 (2010), s. 113-129.
- Z zagadnień kontaktów językowych. Białystok: Wydawnictwo Uniwersytetu w Białymstoku, 2010. ISBN 978-83-7431-246-2.
- Cytaty z Mickiewicza u Mrongowiusza, „Białostockie Archiwum Językowe” 2011, nr 11, s. 125-145.
- Niemiecko-polski słownik Mrongowiusza: źródło do historii polskiej leksyki i leksykografii. Białystok: Wydawnictwo Uniwersytetu w Białymstoku, 2011. ISBN 978-83-7431-291-2.
- Świat nazw własnych w niemiecko-polskim słowniku Mrongowiusza. Cz. 1, Toponimia, „Białostockie Archiwum Językowe” 2012, nr 12, s. 165-182.
- O nazwach rozrywek umysłowych w polszczyźnie, „Białostockie Archiwum Językowe” 2013, nr 13, s. 227-252.
- Słownik Mrongowiusza: między Lindem a słownikiem wileńskim. Prace Filologiczne (Wydział Filologiczny UwB). T. 64, cz. 1, 2013, s. 225-244.
- O słowniczku wyrazów ludowych Antoniego Wagi. „Białostockie Archiwum Językowe” 2014, nr 14, s. 81-98.
- Dawne słowniczki gwarowe jako źródło do historii języka. „Poznańskie Studia Polonistyczne”. Seria Językoznawcza. T. 22, z. 1 (2015), s. 169-183.
- Germanizmy leksykalne w gwarach Polski Północno-Wschodniej w drugiej połowie XIX wieku, Prace Filologiczne (Wydział Filologiczny UwB). T. 69 (2016), s. 299-316.
- Słowniczek tykociński Zygmunta Glogera: źródła i dokumentacja, „Poznańskie Studia Polonistyczne”. Seria Językoznawcza. Vol. 24, z. 2 (2017), s. 147-162.